# Дзирниеки
Дзи́рниеки (латыш. Dzirnieki) — населённый пункт в Елгавском крае Латвии. Входит в состав Яунсвирлаукской волости. Находится у региональной автодороги P94 (Елгава — Стальгене — Цоде). По данным на 2015 год, в населённом пункте проживало 250 человек.

## История
В советское время населённый пункт входил в состав Яунсвирлаукского сельсовета Елгавского района. В селе располагалась центральная усадьба совхоза «Дзирниеки».